# 공통 조상
공통 조상(共通祖上)은 종분화 이전의 생물 집단을 가리키는 진화생물학 용어이다. 두 생물 집단이 하나의 조상으로부터 분화되었다면 이를 두 집단의 공통조상이라 한다. 지구상의 모든 생물은 공통 조상에서 분화되어 진화한 것이다.
찰스 다윈은 1859년 《종의 기원》을 출판하여 진화를 거슬러 올라가면 최초 공통 조상에 이르게 된다고 제시하였다. 1871년 출간된 《인간의 가계》에서 다윈은 다시 한 번 공통 조상의 개념을 밝혔다. 오늘날 모든 생물의 공통 조상의 개념은 생물학에서 널리 받아들여지고 있으며 39억년 전 무렵 지구상에 나타난 것으로 추정되고 있다. 한편, 같은 목을 이루는 생물들의 공통조상은 가장 최근의 공통 조상(영어: Most recent common ancestor, MRCA)이라 한다.